# تئودور آیمر

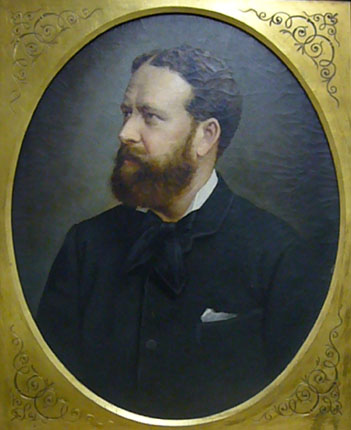
تئودور آیمر

گوستاو هاینریش تئودور آیمر (به آلمانی: Gustav Heinrich Theodor Eimer) (زاده ۲۲ فوریه ۱۸۴۳ – درگذشته ۲۹ می ۱۸۹۸) یک جانورشناس آلمانی بود.

## سرگذشت
آیمر در ستفا به دنیا آمد. پس از گذراندن سالهای آغازین دانشکده به عنوان یک کالبدشکاف در دانشگاه وورتسبورگ، او در سال ۱۸۷۵ یک استاد جانورشناسی و آناتومی مقایسه‌ای در دانشگاه توبینگن شد. آیمر در ۱۸ ژوئیه ۱۸۷۰ با هنرمندی به نام آنا لوتروت ازدواج کرد که پس از ازدواجشان به ترسیم آثار علمی او پرداخت.